# Eurylochos (Sohn des Aigyptos)
Eurylochos (altgriechisch Εὐρύλοχος Eurýlochos)  ist eine Gestalt der griechischen Mythologie.
Eurylochos war einer der Söhne des Aigyptos und der Najade Kaliadne. Er wurde Gemahl der Danaide Autonoe, die ihn in der Hochzeitsnacht erdolchte, wie dies auch alle ihre Schwestern außer Hypermnestra mit ihren Gatten auf Befehl ihres Vaters Danaos taten.